# Hans Weiner
Hans Weiner (ur. 29 listopada 1950 w Neuenkirchen, zm. 21 sierpnia 2024) – niemiecki piłkarz grający na pozycji obrońcy.

## Kariera piłkarska
Hans Weiner karierę piłkarską rozpoczął w 1969 roku Tennisie Borussia Berlin. W 1972 roku został zawodnikiem Herthy Berlin, w barwach którego zadebiutował w Bundeslidze dnia 16 września 1972 w przegranym 2:3 meczu u siebie z Fortuną Düsseldorf. Z klubem tym dwukrotnie zdobył Puchar Niemiec (1977, 1979) oraz trzykrotnie wygrywał w Pucharze Intertoto (1973, 1976, 1978). Z klubu odszedł w 1979 roku po rozegraniu 218 meczów i strzeleniu 12 bramek w Bundeslidze.
Następnie przeszedł do Bayernu Monachium, gdzie w latach 1979–1982 dwukrotnie zdobył tytuł mistrza Niemiec (1980, 1981) oraz triumfował w Pucharze Niemiec (1982) oraz rozegrał w Bundeslidze 91 meczów i strzelił 2 gole.
Po trzech latach spędzonych w Bayernie Monachium Hans Weiner zdecydował się na wyjazd do Stanów Zjednoczonych grać w klubie ligi NASL - Chicago Sting, z którym w sezonie 1984 (ostatnim sezonie ligi NASL) zdobył mistrzostwo NASL. Następnie Weiner wrócił do Herthy Berlin, występującej wówczas w 2. Bundeslidze, gdzie w 1986 roku zakończył karierę.

## Kariera reprezentacyjna
Hans Weiner w 1978 roku rozegrał jeden mecz w reprezentacji RFN B.

## Osiągnięcia

### Hertha BSC
- Puchar Niemiec: 1977, 1979
- Puchar Intertoto: 1973, 1976, 1978

### Bayern Monachium
- Mistrzostwo Niemiec: 1980, 1981
- Puchar Niemiec: 1982

### Chicago Sting
- Mistrzostwo NASL: 1984

## Po zakończeniu kariery
Hans Weiner obecnie mieszka w Berlinie, gdzie prowadził hotel "Tegeler Hof", potem restaurację "Hanne am Zoo". Obecnie zmaga się z chorobą Parkinsona.